# بيرين سات
بيرين سات (بالتركية: Beren Saat) (سات هي بالعثمانية: ساعت، أي ساعة) (من مواليد 26 فبراير 1984) هي ممثلة تركية، من نجوم التلفزيون والأفلام السينمائية. ولدت ونشأت في أنقرة.
لفتت بيرين سات انتباه تومريس غيريتلي أوغلو، بحصولها على المرتبة الثانية في مسابقة نجوم تركيا التي انضمت إليها في فترة التحاقها بجامعة باشكنت، وهكذا بدأت مشوارها الفني في عالم التمثيل؛ وكانت أولى تجاربها في التلفزيون مسلسل «نعم هناك حب الموت» عام 2004، ثم أُسند إليها دورُ البطولة في مسلسل حكاية سمر، الذي أعده تومريس غريتلي أوغلو عام 2005–2006.
وزادت شهرتها بعد ذلك من خلال لعبها لأدوار البطولة في مسلسلات عديدة منها: مسلسل ياسمين (2006–2008)، العشق الممنوع (2008–2010)، ماذنب فاطمة جول؟ (2010–2012)، ومسلسل انتقام (2013–2014)، وتعرّض مسلسل العشق الممنوع خاصةً إلى العديد من الانتقادات المختلفة بين الحين والآخر، وعلى الرغم من ذلك فإنه سجل رقمًا قياسياً من حيث نسب المشاهدة، كما تم عرضه في مجموعة من الدول.
ومثلما تعرَّضَ مسلسل ماذنب فاطمة جول؟ (فاطمة) للكثير من الانتقادات تم الإشادة بدوره في لفت الانتباه إلى حقوق المرأة.
شاركت بيرين أيضاً في العديد من الأفلام السينمائية بجانب المسلسلات التلفزيونية ويعد فيلم ألم الخريف أولَ أفلامه، وتم عرضه سن 2009، ثم قامت بالبطولة أيضاً في فيلم أجنحة الليل (2009)، موسم وحيد القرن (2012) وفيلم عالمي الخاص (2013).
كما أنها شاركت في أفلام عديدة كمغنية بجانب تجسيدها لدور البطولة في الكثير من المسلسلات. وصفت بيرين بأنها ممثلة العام، فقد كانت ضمن قائمة (الذين وضعوا بصمتهم لعام 2010) التي أعدتها جريدة راديكال.
حصلت بيرين على الجوائز، ومن ضمنها حصولها مرتين على جائزة الفراشة الذهبية .
تزوجت بيرين من المغني كنعان دوغولو في عام 2014.

## السنوات الأولى من حياتها
وُلدت بيرين سات يوم 26 فبراير 1984 في أنقرة، وهي الابنة الثانية لوالدها حسين عونى سات وزوجته أيلا. لدى بيرين أخ أكبر منها بخمس سنوات اسمه جيم، تخرج من أكاديمية الرياضة. أتمّت بيرين دراستها الابتدائية، الإعدادية والثانوية في أنقرة التي نشأت فيها، وحينما كانت تدرس في مدرسة تيد العليا في أنقرة، شاركت في العديد من الأفلام الموسيقية. ً.
كانت تدرس في كلية التجارة إدارة الأعمال في جامعة باشكنت. وشاركت في مسابقة نجوم تركيا بمساعدته. وبعد الانتهاء من المسابقة التي حصلت منها على المرتبة الثانية.
قدمت العديد من الإعلانات التجارية مثل: إعلان السكر المُسمى بـ«توفي»، ومثلت في فيلم ترويجي إعلاني الذي أخرجه سنان شيتين، ثم لفتت انتباه تومريس جريتلي أوغلو وأخذت بمساعدته أول بطولة لها.

## أعمالها الفنية

### مسلسلي ياسمين والعشق الممنوع (2004 - 2008)
في عام 2004، جسدت بيرين دور نرمين في مسلسل «نعم هناك حب حتى الموت» (Aşkımızda Ölüm Var)، والتي كانت فيه أخت بيرفين التي جسدته الممثلة ايجا أوصلو، وقام بإخراج المسلسل كلاً من نازيف تونش وأُميت ايفا.
في عام 2005، كانت بطولتها الأولى في مسلسل «حب في المنفى» (Aşka Sürgün) والمعروف في الدول العربية باسم حكاية سمر، الذي قام بإخراجه جمال شان وأعدّه تومريس جريتلي اوغلو، وشاركها في البطولة الممثل محسن كيرميزيجول، وجسدت فيه بيرين دور زيلان شاهفار عزيز اوغلو.
شاركت مرة أخرى في مشروع تومريس جريتلي اوغلو عند حلول عام 2006 عقب انتهاء المسلسل الذي استمر لموسمين. أما مسلسل «تذكر ياعزيزي» (Hatırla Sevgili) والمعروف باسم ياسمين الذي أخرجه كلاً من أومو برهان وفاروق طبر، وقام بكتابته كلاً من سبنيم تشيتاك ونيلغون أونيش، وشاركها في بطولته الممثل جانسيل إلتشين واوكان يالابيك. ويسرد هذا المسلسل الأحداث السياسية التي كانت جارية في تركيا من عام 1950 حتى 1970، وجسدت فيه بيرين دور ياسمين أونسال،
. 
في عام 2007 شاركت في مسلسل «الضفة الأوروبية» (Avrupa Yakası) كضيفة شرف في الحلقة 121. وفي عام 2008، قامت بيرين بدور البطولة في مسلسل «العشق الممنوع» (Aşk-ı Memnu)، وهو مقتبس عن رواية تركية شهيرة بالإسم نفسه للكاتب خالد ضياء أوشاكليجيل، وشاركها البطولة الممثل كيفانتش تاتليتوغ وسلجوق يونتام والممثلة هازل كايا، ويروي هذا المسلسل قصة سمر (بيهتار في النسخة التركية)، التي تعيش قصة حب محرمة تصل إلى العشق مع مهند (بهلول في النسخة التركية) الذي يجسده الممثل كيفانتش تاتليتوغ، وهو ابن أخ زوجها عدنان الذي يجسده الممثل سلجوق يونتام.
وبحسب الإحصاءات شاهد حلقة الوداع (الحلقة الأخيرة) في مسلسل العشق الممنوع ثلاثة من كل أربع أشخاص، وأشاد جميع النقاد بأداء بيرين سات في هذا المشهد وسجّل مشهد انتحار بيهتار في المسلسل الرقم القياسي في المشاهدة بالدارما التركية حيث وصل معدل المشاهدة إلى73.7%.
. وأصبح المسلسل واحدًا من المسلسلات التي تم شكواها للمجلس الأعلى للتلفزيون والإذاعة في فترة عرضه، وقد استقبله بعض الوزراء بردود فعل سلبية ومن ضمنهم وزير الثقافة والسياحة.
. اجتمع الكثير من الناس في وسائل الاعلام الاجتماعية في العام التالي فيما يتعلق بوفاة بهيتار في الحقلة الأخيرة التي تم عرضها في 26 يونيو 2010؛ وذلك من أجل ذكرى وفاتها السنوية في المسلسل وتبادلوا العديد من الرسائل.
أرادت قناة تلفزيونية عمل شريط وثائقي عن حياة الفنانة بيرين وأجرت مقابلة صحفية مع حمدى آلكان عضو لجنة تحكيم مسابقة نجوم تركيا في اسطنبول للشريط الوثائقي، وبالفعل تم الحصول على معلومات عن بيرين سات بالتفصيل.
. وشاركت باعتبارها ممثلة العام في قائمة «الذين وَسَموا لعام 2010» التي أعدّها راديكالي. وقالت بيرين في إحدى المقابلات الصفحية فيما يتعلق بدور (بيهتار) التي جسدته في مسلسل العشق الممنوع «علّمني كثيراً ماكتبه كتّاب السيناريست بخصوص حالة بيهتار النفسية».
وفازت بيرين بجائزة الفراشة الذهبية لعامين على التوالي عن دورها في هذا المسلسل. وتم بيع سيناريو المسلسل عقب إنتهائه لايطاليا في 2010 وللولايات المتحدة الأمريكية في 2012، واُعيد تصوير المسلسل مرة أخرى في هاتين الدولتين.

### أفلامها السينمائية ومسلسل ما ذنب فاطمة جول؟ (2009 - 2012)
أول تجارب بيرين في السينما هو فيلم آلام الخريف، الذي قام بإخراجه تومريس جريتلي اوغلو وشاركها البطولة كلا من الممثل مراد يلدرم، اوكان يالابيك وبلسم بيلغين، وتم عرض الفيلم في 2009، وجسدت بيرين فيه دور الفتاة اليونانية (إيلينا).
أما في فيلم «أجنحة الليل» (Gecenin Kanatları) قامت بتجسيد دور (جيجا) وهو للمخرج سيردار أكار وللكاتب محسون قرمز غل، وشاركها البطولة الممثل مراد أنالمش، يافوز بينجول وأركان بتك قايا. وقد تم التحدث كثيراً عن رؤية صدر بيرين في مشهد الجنس التي مثلته مع مراد أنالمش. لم ترض بيرين بوجود هذه الصور ضمن لقطات الإعلان عن الفيم؛ لذلك لم تحضر ليلة العرض الأول للفيلم، ورفع منتج الفيلم دعوى على بيرين بموجب العقد المبرم بينهما وفي 2013، بعدها تنازل منتج الفيلم عن الدعوى.
كما أدّت بيرين صوت باربي باللغة التركية في فيلم «حكاية لعبة 3» (Oyuncak Hikayesi 3)،  في صيف عام 2010، قامت بعمل إعلان عن شيبسي اسمه (باتوس)، حيث زادت نسبة مبيعات هذا الشيبسي بنسبة 45%.
في عام 2011، شاركت أيضاً في فيلم ترويجي من أجل شيبسي باتوس. وبالإضافة إلى ذلك قامت في نفس هذه الآونة بعمل إعلان أخر عن ريكسونا (مزيل للعرق).
في 20 سبتمبر 2010، جسدت بيرين شخصية (فاطمة جول ريتانجي ايلجاز) في مسلسل ماذنب فاطمة جول؟المقتبس من سيناريو فيلم إنتاج 1986 للكاتب Vedat Türkali، واُسند إخراج المسلسل للمخرجة هلال سيرال وكتبه كلاً من اجى يورانتش وملك جينش اوغلو، وشاركها البطولة في المسلسل الممثل انجين أكيوريك وهو صديقها منذُ مسابقة نجوم تركيا، وشارك أيضاً في المسلسل فراد جليك، موسى اوزونلار، سردار جوكهان ودينيز توركالي. سجل المسلسل أرقام قياسية في المشاهدة. (الذي تكلم كثيراً عن مشهد الاغتصاب الدراماتيكي الذي تم في الحقلة الأولى، وحقق الرقم القياسي في المشاهدة).. ويعتبر مسلسل فاطمة أول مسلسل يتم مناقشته في البرلمان التركي بسبب مشاهد الجنس الذي يحتويها المسلسل، وانطلقت الحملات لإيقاف عرضه. أعلن بعض نواب المجلس الاتحادي الألماني دعمهم للمسلسل من خلال بيان مكتوب لأنه يركز على حقوق المرأة. وبدأت بيرين بعد بداية عرض المسلسل في خارج وطنها بالظهور في أغلفة المجلات الصادرة في مختلف البلدان.
حوّل موقع انترنت شخصية فاطمة جول التي جسدتها بيرين في المسلسل، إلى لعبة كمبيوتر ونشرها على الانترنت، والتي هي عبارة عن أحداً ما يجعل بيرين ترتدي من الدولاب الأشياء التي بداخله كالملابس، حذاء وبروكة شعر.
تم ترشيح بيرين لجائزة أفضل ممثلة دراما في جوائز التلفزيون في أنطاليا عن دورها في المسلسل. في أواخر عام 2012، قامت بتمثيل فيلم «موسم وحيد القرن» (Gergedan Mevsimi) الذي أخرجه المخرج الإيراني باهمان غوباى، وقام أيضاً بكتابة السيناريو، وجسدت فيه بيرين دور بوسا أبنة مونيكا بيلوتشي في الفيلم.
شارك في الفيلم بعض الممثلين الإيرانيين مثل الممثل أراش والممثل بهروز، وبجانب الممثلين الأتراك مثل بلسم بيلغين، يلماز أردوغان وجانير جيندوروك. كان العرض الأول للفيلم في مهرجان تورونتو السينمائي الدولي، وقامت بتأدية صوت شخصية (مريدا) باللغة التركية في الفيلم الكرتوني المُسمى بأسطورة مريدا وهو من إنتاج بيكسار، والذي تم عرضه لأول مرة في شهر سبتمبر لعام 2012.

### 2013 - حتى الآن: مسلسل انتقام، فيلم عالمي الخاص ومسلسل السلطانة كوسيم
في أواخر عام 2012، قبلت بيرين العرض المعروض عليها بتمثيل مسلسل تركي مقتبس من مسلسل أمريكي اسمه الانتقام، وبالفعل عادت بيرين إلى الشاشة التركية بعد ستة شهور بمسلسل الانتقام. وتلقت دروس خاصة في فن القتال لدورها في المسلسل، وجسدت فيه دور يامور أوزدين / درين تشليك، وشاركها في البطولة الممثل إيغيت أوزينير، ميرت فرات، ظافر ألغوز، آرزو جامزه كيلينتش، وانجين هبيليري، وتم عرضه في شهر يناير 2013.
في صيف عام 2013، شاركت في بطولة فيلم «عالمي الخاص» (Benim Dünyam) مع الممثل أُوغور يوجيل وهو نفسه مخرج العمل، والفيلم مقتبس أيضاً من الفيلم الهندي (أسود). وتجسد بيرين في الفيلم فتاة صماء وعمياء اسمها (إيلا بايندر) فتنشأ في عالم مليء بالسواد والغموض والظلمة، ولكن معلمها لم يترك الدنيا تهزمها فعمل على تعليمها أبجديات ومفردات الكتابة والقراءة.
شاركت الممثلة الطفلة ميليس موتلوتش في الفيلم بجانب كلا من تورجاى كانتورك،أيجا بنجول وهازار ارجوتشلو.
علاوة على ذلك، في 2013 قامت بعمل إعلان عن Duru Perfume Duş Jeli، وشاركت أيضاً في فيلم ترويجي الذي تم تصويره في غضون يومين بجودة فيلم روائي طويل. تداولت الأخبار في الصحف التركية بأنه تم الاتفاق مع بيرغوزار كوريل، توبا بيوكستون، هازل كايا وبيرين سات لتجسيد دور السلطانة كوسيم في مسلسل يحمل نفس الاسم، أنه تم عرضه عليهم، ولكن أتضح في شهر يونيو 2015 أن الممثلة المشهورة بيرين سات هي من ستقوم بتجسيد (السلطانة كوسيم). وإشترك مع بيرين في المسلسل كلا من هوليا أوشار، مته هوروزأوغلي، فكرت كوشكان، وإركان كولتشاك كوستينديل.
في شهر يوليو 2015، اجتمعت بيرين مع زوجها كنعان دوغلو لأول مرة في فيلم إعلاني عن أرسيليك. غنى كنعان دوغلو الأغنية التي لحنها خصيصاً للإعلان الذي بدأ بالمشهد البديهي التي قامت به بيرين. مجدداً في شهر يوليو 2015، قامت بتأدية صوت شخصية «سكارليت اوفيركيل» (Scarlet Overkill) في فيلم «حرب اوفيركيل» (Herb Overkill). وغنى زوجها كنعان دوغلو أغنية Herb Overkill التي في فيلم Herb Overkill والذي عرض في سبتمبر 2015 في تركيا.
ref>"Bihter'in ölüm yıldönümü geldi". Haber3. 4 Haziran 2011. 31 Mart 2015 tarihinde kaynağından arşivlendi. Erişim tarihi: 30 Mart 2015. نسخة محفوظة 21 مارس 2020 على موقع واي باك مشين.

## حياتها الشخصية
إرتبطت بيرين سات مع المطرب كنعان دوغلو منذ عام 2012، وتمت خطبتهما في يوم 23 فبراير 2014، وتزوجا في مدينة لوس أنجلوس في الولايات المتحدة الامريكية في تاريخ 29 يوليو 2014.

## أعمالها الخيرية
اشتركت بيرين في العديد من مشاريع المسئولية الاجتماعية. في عام 2011 تبرعت بما كسبته من إعلان ريكسونا وهو مايقدر بـ100 ألف ليرة تركية إلى جمعية مور تشاتِ (Mor Çatı).
في شهر نوفمبر من عام 2012 قامت بيرين بتصميم قميص لمجلة «إيلا» التي يحمل غلافها صورة بيرين دون مكياج، وتم عرض هذه القمصان للبيع في محلات «نيت وارك» وتم التبرع بأرباح البيع إلى مشروع «حبوب الرمان» (Nar Taneleri) الذي ساهم في تعليم البنات من عمر 18 إلى 24 سنة في الدول النامية.
وقد أعدت بيرين سات نفسها للتصوير مع طفلة مريضة باللوكيميا ومرتدية بدلة بياض الثلج (سنوو وايت) لاستخدامها في صفحة شهر يناير في التقويم (جدول زمني) والتي تُعرض للبيع وتُمنح أرباحها لـ LÖSEV (مؤسسة لمساعدة أطفال اللوكيميا)، والتي قامت شركة Trendus.com بتجهيزه في شهر ديسمبر لنفس العام.
علاوة على ذلك، نصحت بيرين سات السيدات الأفغانستانيات في مشروع «أنجبوا أطفالكم في مؤسسات صحية» الذي أدراه الاتحاد الأوروبي ووزارة الصحة في أفغانستان. كما قامت بيرين بأداء صوت في الفيلم الترويجي التابع لحملة «أرسلني يا بابا إلى المدرسة» الذي قام أزان أتشيكتان بإخراجه في سبتمبر 2014.

## أعمالها الفنية
أفلامها
| الفيلم            | العام | الدور                       |
| ----------------- | ----- | --------------------------- |
| آلام الخريف       | 2009  | ايلينا                      |
| أجنحة الليل       | 2009  | جيجا                        |
| حكاية لعبة 3      | 2010  | باربي (أداء صوت)            |
| موسم وحيد القرن   | 2012  | بوسا                        |
| أسطورة مريدا      | 2012  | مريدا (أداء صوت)            |
| عالمي الخاص       | 2013  | ايلا                        |
| المينيون          | 2015  | سكارليت اوفيركيل (أداء صوت) |
| بين الحب والانقام | 2015  | انجي                        |

مسلسلاتها
| المسلسل                   | العام       | الدور          | الجزء                |
| ------------------------- | ----------- | -------------- | -------------------- |
| هناك الموت في حبنا        | 2004        | نيرمين         | الجزء الأول          |
| الحب في المنفي(حكاية سمر) | 2004/2006   | زيلان (ٍسمر)    | الجزء الأول والثاني  |
| تذكر ياعزيزي(ياسمين)      | 2006        | ياسمين         | الجزء الأول والثاني  |
| الجانب الأوروبي           | 2007        | ياسمين         | الحلقة 121(ضيفة شرف) |
| العشق الممنوع             | 2008/2010   | بيهتار (سمر)   | الجزء الأول والثاني  |
| ماذنب فاطمة جول؟(فاطمة)   | 2010/2012   | فاطمة          | الجزء الأول والثاني  |
| انتقام                    | 2013/2014   | يامور/درين     | الجزء الأول والثاني  |
| السلطانة كوسيم            | 2015        | السلطانة كوسيم | الجزء الأول          |
| عطية                      | 2019- مستمر | عطية           |                      |

الاعلانات
| الشركة/المنتج        | العام     | المصدر |
| -------------------- | --------- | ------ |
| توفيتا (حلوى)        | 2004/2005 | [ 64 ] |
| باتوس (شيبسي)        | 2010/2011 | [ 65 ] |
| ريكسونا (مزيل للعرق) | 2010/2011 | [ 66 ] |
| دورو (شامبو شاور)    | 2013/2014 | [ 67 ] |
| أرسيليك              | 2015      | [ 67 ] |

## جوائزها وترشيحاتها
حصلت بيرين سات على العديد من الجوائز خلال مسيرتها الفنية، وتم ترشيحها لعدة جوائز أيضاً، حصلت بيرين على أول جائزة لها عن دور ياسمين في مسلسل تذكر يا عزيزي (ياسمين) التي قامت ببطولته في عام 2008، وذلك بتصنيفها كأفضل ممثلة في جوائز آلتن لالي للفنون الجميلة Altın Lale Güzel Sanatlar.
في عام 2009/2010 حصلت على جائزة الفراشة الذهبية مرتين على التوالي، وذلك عن دور بيهتار (سمر) في مسلسل العشق الممنوع. وحازت على جائزة أفضل ممثلة للعام في حفل توزيع الجوائز التي قامت جامعة يلدز التقنية بتنظيمه في 2009، وفي حين أنها كانت جديرة لنَيل نفس الجائزة عن دورها في مسلسل ما ذنب فاطمة جول؟ في عام 2011، حصلت على جائزة أفضل ممثلة سينمائية عن دورها في فيلم عالمي الخاص في 2014. تم ترشيح بيرين للجائزة بتصنيفها كأفضل ممثلة مسلسلات، لكن حصلت اوزغو نامال على جائزة العام الأول، بينما أيجا بنجول على الجائزة العام الثاني.
وفي عام 2012 تم ترشيحها لجوائز الدراما الدولية في سولالذي تم تنظيمه في كوريا الجنوبية عن أداءها في مسلسل ما ذنب فاطمة جول؟. وبينما كانت بيرين مرشحة لجائزة العام التلفزيونية في جوائز مجلة السياسة في عام 2014 حصلت على جائزة ممثلة العام السينمائية.

## روابط خارجية
- بيرين سات على موقع IMDb (الإنجليزية)
- بيرين سات على موقع روتن توميتوز (الإنجليزية)
- بيرين سات على موقع ألو سيني (الفرنسية)
- بيرين سات على موقع أول موفي (الإنجليزية)
- بيرين سات على موقع قاعدة بيانات الفيلم (الإنجليزية)
- بيرين سات على موقع كينوبويسك (الروسية)